# Cometa C/2012 S1 (Ison)
C/2012 S1, també conegut com a Cometa ISON o Cometa Nevski–Novichonok, és un cometa tipus "sungazer" caracteritzat perquè passa extremadament a prop del Sol en el seu periheli. Va ser descobert el 21 de setembre de 2012 per Vitali Nevski (Виталий Невский, Vítsiebsk, Belarús) i Artyom Novichonok (Артём Новичонок, Kóndopoga, Rússia), amb el telescopi reflector de 0,4 metres de l'International Scientific Optical Network a prop de Kislovodsk i el programa automatitzat de descobriment d'asteroides CoLiTec. El descobriment va ser anunciat pel Minor Planet Center el 24 de setembre, i les observacions fetes pel SWIFT suggereixen que el nucli del cometa C/2012 S1 podria fer un diàmetre aproximat de 5 km.

## Òrbita
C/2012 S1 assolirà el seu periheli (mínim apropament al Sol) el 28 de novembre de 2013 a una distància de 0,01244 ua del centre del Sol, considerant un radi solar de 695.500 km obtenim que el cometa C/2012 S1 passarà a aproximadament 1.165.000 km de la superfície de la nostra estrella. La seua trajectòria hiperbòlica suggereix que pot ser un nou cometa atansant-se dinàmicament al Sol des del núvol d'Oort. Als seus màxims apropaments als planetes del sistema solar abans d'assolir el periheli, va tindre a Mart l'1 d'octubre de 2013 a unes 0,07248 ua i el 26 de desembre de 2013 a 0,4292 ua el planeta Terra.
Poc temps després del seu descobriment, es va veure que alguns dels paràmetres orbitals eren semblants als del Gran cometa de 1860, la qual cosa suggeria que els dos cometes podrien haver-se fragmentat del mateix cos precursor. De qualsevol forma, observacions més profundes de l'ISON han mostrat que tots dos cometes no estan relacionats.
El màxim apropament a la Terra del cometa C/2012 S1 es donarà entre el 14 i el 15 de gener de 2014, poc després del pas, les micropartícules de pols expulsades en ser irradiades pel Sol poden provocar pluja d'estels o núvol noctilucent. Tot i això, ambdós esdeveniments són poc probables, ja que la Terra passa prop de l'òrbita del cometa C/2012 S1 però realment no travessa l'òrbita per on ha passat la cua del cometa, i això redueix molt les probabilitats que els fenòmens es produïsquen. A més a més, les pluges d'estels dels cometes de llarg període què fan tot just un pas pel sistema solar són poc freqüents, en cas que hagen sigut enregistrades. La possibilitat que un centenar de dies després d'haver passat per allà el cometa, aquestes xicotetes partícules deixades enrere a l'òrbita puguen formar núvols noctilucents és també remota, ja que en circumstàncies semblants mai han estat observats al passat.

## Lluentor i visibilitat
A l'època del seu descobriment, la magnitud aparent de C/2012 S1 era d'uns 18,8 massa feble per ser vist a ull nu, però suficientment lluent per ser fotografiat per aficionats amb telescopis grans. Si segueix el patró de la majoria de cometes, s'espera que la seua lluentor vaja creixent gradualment a mesura que s'apropa al Sol, per fer-se de nou dèbil mentre va marxant cap al sistema solar extern.
Des del 5 de juny al 29 d'agost de 2013, el C/2012 S1 va tindre una elongació respecte del Sol menor de 30º. El Spitzer Space Telescope va observar el cometa el 13 de juny i va estimar que la producció de diòxid de carboni és d'unes mil tones/dia. L'astrònom aficionat Bruce Gary el va recuperar el 12 d'agost de 2013 quan estava 6º sobre l'horitzó i a 19º del Sol. A causa que és una magnitud més feble que la prevista originalment, no és fins primers d'octubre de 2013 que esdevingué suficientment lluent per ser visible a través de telescopis xicotets o prismàtics. De qualsevol manera, no s'espera que el C/2012 S1 assolisca la magnitud per ser visible a ull nu de 6 fins al mes de novembre, tot i això no s'espera que puga ser visible per al públic general fins a assolir magnitud 4. Suposant que sobrevisca al seu pas pel periheli tan proper al Sol, hauria de ser visible a ull nu a primers de gener de 2014.
El 29 de setembre de 2013, el Mars Reconnaissance Orbiter (MRO) va detectar el cometa, a l'octubre creuarà la constel·lació de Lleó passant prop de la seua estrella més lluenta Regulus, i després prop del planeta Mart què estarà situat prop de la segona estrella més brillant Denébola de la mateixa constel·lació, fent el cometa més fàcil de trobar al cel estrellat. STEREO hauria de ser capaç de vore'l cap al 10 d'octubre. Ja al novembre, quan C/2012 S1 és més brillant, s'acostarà a una altra estrella brillant del cel Spica a la constel·lació de Verge,i a un altre planeta Saturn. El satèl·lit SOHO el detectarà per primera vegada el 27 de novembre, data en què ja estarà quasi al periheli previst pel 28 de novembre, pot esdevenir extremadament lluent si aconsegueix passar aquest punt sencer, això faria que inclús puga assolir magnitud negativa. Predir la lluentor d'un cometa és una tasca difícil, especialment d'un que passa tan a prop del Sol i es veu afectat per la dispersió de la llum. Originalment els investigadors especulaven que podria ser més lluent inclús que la Lluna plena, però basant-nos en observacions més recents, només s'espera que assolisca una magnitud aparent de -3 a -5, semblant a la que té el planeta Venus. En comparació, el cometa més lluent des de 1935 va ser el conegut com Cometa Ikeya-Seki de 1965 amb magnitud -10 que va ser molt més lluent que Venus.

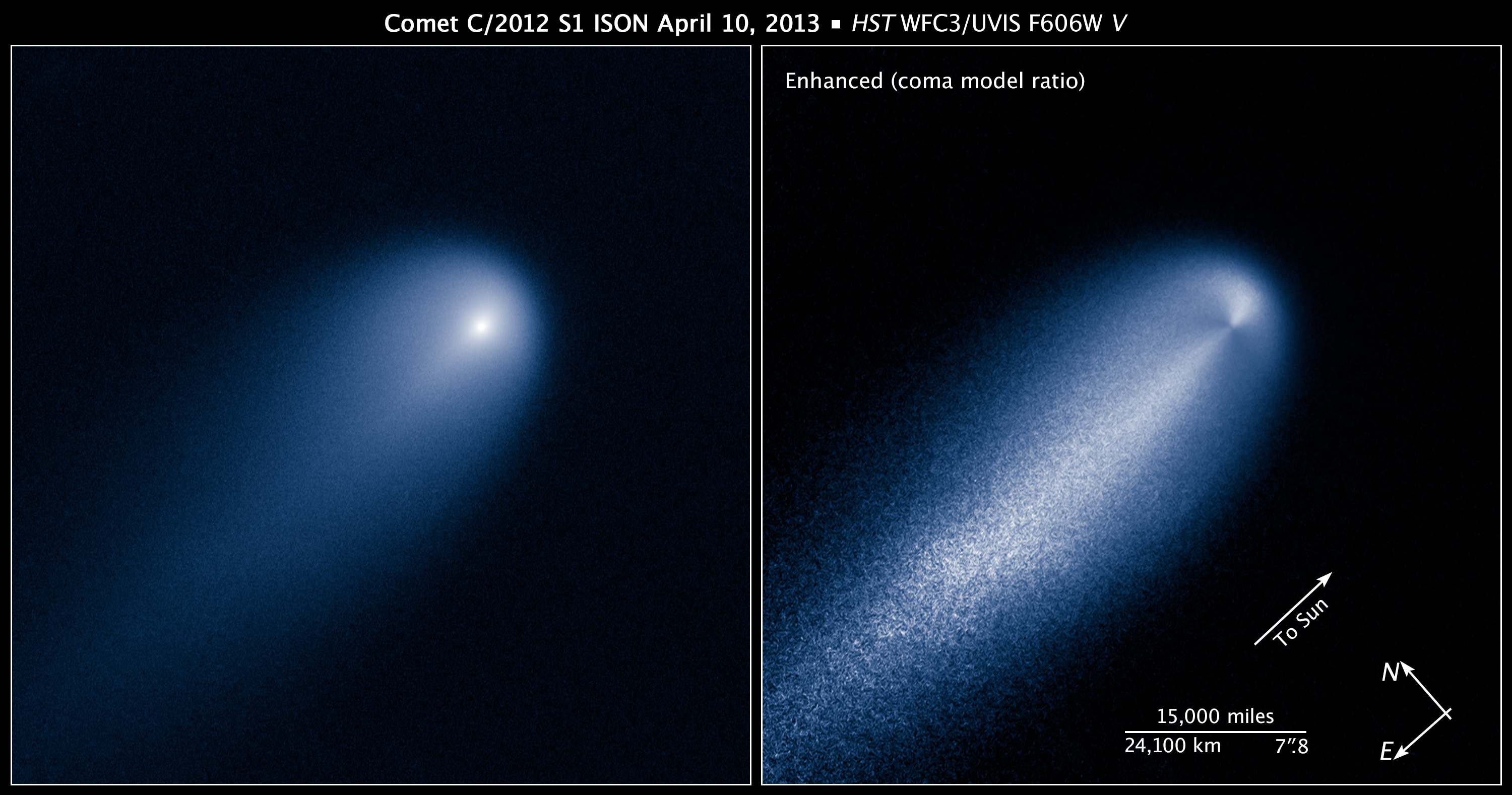
Cometa ISON, fotografiat pel Telescopi Espacial Hubble el 10 d'abril de 2013 prop de l'òrbita de Júpiter.

S'espera que el cometa C/2012 S1 siga més lluent quan es trobe a la rodalia del Sol; de qualsevol forma, pot ser aquesta des de la Terra una distància menor d'1º fent difícil veure'l a través de la lluentor del Sol. Al llarg del mes de desembre, el cometa anirà afeblint la seua lluentor, però suposant que encara està intacte, serà visible des dels dos hemisferis terrestres possiblement amb una llarga cua, i des de mitjans de desembre de 2013 fins a la fi del mes estarà molt ben situat per als observadors de l'hemisferi nord. Després del pas pel periheli, es desplaçarà a l'esfera celest passant a tan sols 2º de l'estel polar el 8 de gener de 2014.
En un estudi de febrer de 2013, 1,897 observacions varen ser utilitzades per crear una corba de lluentor del cometa, el gràfic resultant mostrava que C/2012 S1 augmentarà la seua lluentor relativament ràpid, a raó de R+4.35., Si això hagués continuat fins al periheli hauria assolit magnitud -17, més lluentor que la de la Lluna plena. No obstant, això s'ha mostrat com un “esdeveniment de desacceleració” igual que a molts altres cometes del núvol d'Oort, entre ells C/2011 L4. En conseqüència, la lluentor de C/2012 S1 augmentarà menys ràpidament que la predicció i no esdevindrà tan brillant com s'esperava, tot i que encara farà un bon paper en aquest aspecte. Les observacions més recents suggereixen que, inclús si roman intacte després del pas pel periheli, podria lluir només amb magnitud -6 com a màxim, així com han determinat que aquest és un “cometa nadó” (és a dir un objecte amb edat fotomètrica menor que 4 anys cometaris). La temperatura al periheli s'ha calculat que assolirà 2.700 °C suficient per fondre el ferro, a més a més estarà dins del límit de Roche cosa que significa que pot desintegrar-se a causa de la gravetat del Sol.
Malgrat l'elevada expectació creada pel cometa a tot el món finalment no va sobreviure al seu pas pel periheli solar, i la NASA va certificar i explicar la seua desaparició definitiva al voltant del 4 de desembre (quasi una setmana després).

## Nom
La designació formal del cometa és C/2012 S1, nomenclatura que conté diferent informació. La lletra "C" indica què és un cometa no periòdic i va seguida de l'any en què va ser descobert, la lletra "S" es refereix al mes de descobriment en aquest cas setembre i el nombre "1" que la segueix indica que va ser el primer cometa descobert aquell mes. L'afegiment de malnom "ISON" només fa referència a l'organització russa que va descobrir el cometa (International Scientific Optical Network), i ha estat un mot utilitzat pels mitjans de comunicació bàsicament, en conseqüència l'ús del mot s'ha perpetuat podent interferir amb descobriments més tardans de la mateixa organització. Els mots per identificar cometes coneguts, sobretot de curt període, habitualment són presos dels astrònoms que els van descobrir o que els van identificar clarament com el cometa de Halley o el cometa Swift–Tuttle. Si aquesta convenció s'hagués portat a terme en compte d'anomenar-se ISON s'hauria anomenat Nevski–Novichonok o C/2012 S1 (Nevski–Novichonok).

## Aclariments
1. ↑  Les magnituds astronòmiques minven a mesura que la lluentor augmenta, de valors alts i positius fins valors negatius típics dels objectes molt lluents.